# Boussy-Saint-Antoine
Boussy-Saint-Antoine ist eine französische Gemeinde des Départements Essonne in der Region Île-de-France. Administrativ ist sie dem Kanton Épinay-sous-Sénart und dem Arrondissement Évry zugeteilt.

## Geografie
Die Kleinstadt mit 7986 Einwohnern (Stand 1. Januar 2022) liegt 23 Kilometer südöstlich von Paris im nordöstlichsten Zipfel des Département Essonne direkt an der Grenze zum Département Val-de-Marne am Rand des Waldes Forêt de Sénart. Das kleine Gemeindegebiet schmiegt sich an die Yerres, deren Lauf vor Ort ein spiegelverkehrtes „S“ bildet.

## Sehenswürdigkeiten
- Kirche St-Pierre, erbaut im 16. Jahrhundert
- Rathaus, erbaut 1860
- Waschhaus, erbaut im 19. Jahrhundert

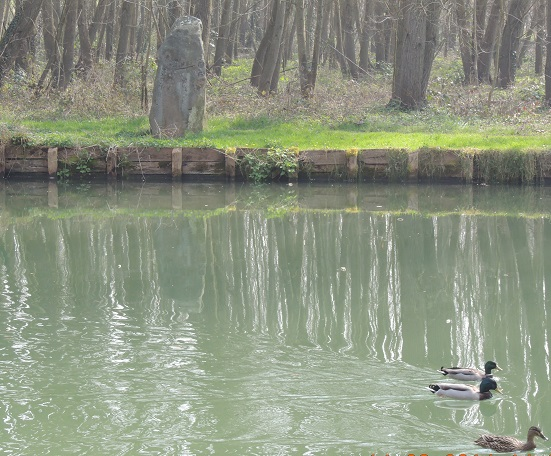
Menhir Pierre-Fitte

## Söhne und Töchter der Gemeinde
- André Dunoyer de Segonzac (1884–1974), Maler

## Gemeindepartnerschaften
Boussy-Saint-Antoine unterhält eine Partnerschaft mit Neuenhaus im Landkreis Grafschaft Bentheim in Niedersachsen.